# Августовский повет
Авгу́стовский повет (Аугустувский; пол. Powiat augustowski) — повет (район) в Польше, входит как административная единица в Подляское воеводство. Центр повета — город Августов. Занимает площадь 1658,27 км². Население — 59 252 человека (на 30 июня 2015 года).

## География
Августовский повят граничит с Сокульским повятом на юго-востоке, с Монькским повятом на юге, с Граевским и Элкским повятами на западе, с Сувалкским повятом на севере, с Сейненским повятом на северо-востоке. На востоке повят граничит с Белоруссией.

## Административное деление
| Герб | Гмина              | Статус            | Площадь, км² | Население, чел. | Административный центр |
| Герб | Августов           | городская         | 80,9         | 30 449          |                        |
| Герб | Августов           | сельская          | 266,52       | 6887            | Августов               |
| Герб | Барглув-Косьцельны | сельская          | 187,57       | 5683            | Барглув-Косьцельны     |
| Герб | Липск              | городско-сельская | 184,42       | 5377            | Липск                  |
| Герб | Новинка            | сельская          | 203,84       | 2978            | Новинка                |
| Герб | Пласка             | сельская          | 373,19       | 2652            | Пласка                 |
| Герб | Штабин             | сельская          | 361,80       | 5226            | Штабин                 |

## Демография
Население повета дано на 2015 год.
| Перепись            | Всего  | Мужчины | Женщины |
| ------------------- | ------ | ------- | ------- |
|                     | чел.   | чел.    | чел.    |
| Всего               | 59 252 | 29 000  | 30 252  |
| Городское население | 32 879 | 15 512  | 17 367  |
| Сельское население  | 26 373 | 13 488  | 12 885  |